# بدائية المستقيم
بدائية المستقيم أو فوق فصيلة بروكتوتروبويديا (الاسم العلمي: Proctotrupoidea)، هي فصيلة عليا من الدبابير نتمي إلى رتبة غشائيات الأجنحة وتحتوي على سبع فصائل.